# سنترال (باهیا)
سنترال (به پرتغالی: Central) یک منطقهٔ مسکونی در برزیل است که در باهیا واقع شده‌است. سنترال ۱۷٬۲۸۰ نفر جمعیت دارد.